# دار المحكمة
دار المحكمة (بالإنجليزية: courthouse أو court house، بالفرنسية: Palais de justice): هي مبنى يضم المهام القضائية لكيان حكومي، مثل: ولاية أو منطقة أو إقليم أو مقاطعة أو عمالة أو ريجنسي أو وحدة حكومية مماثلة.